# Ptaki (opowiadanie)
Ptaki – opowiadanie Brunona Schulza ze zbioru opowiadań Sklepy cynamonowe. W 1933 roku ukazało się na łamach Wiadomości literackich, jako debiut autora. Podobnie jak cały zbiór, utrzymane jest w estetyce snu. Tytułowe ptaki są hodowane przez ojca głównego bohatera Sklepów cynamonowych, z którego perspektywy opisywane są wydarzenia. Ojciec jest zafascynowany ornitologią, sam tworzy nowe gatunki egzotycznych ptaków. Jest kreatorem, artystą. Niestety, nowa pasja wymyka się spod kontroli, ptaki mnożą się, zajmują coraz więcej miejsca, utrudniając życie domownikom, a ojca doprowadzając do szaleństwa. Ojciec upodabnia się do ptaków, żyje z nimi, a kiedy pewnego dnia Adela zaprowadza porządek likwidując hodowlę, ojciec próbuje z nimi odlecieć. Ptaki są tu symbolem wzniosłości, pierwiastkiem niezwykłości przebijającym się przez nudę zimowych dni.